# تحالف الوفد المصري
تحالف الوفد المصري كان تحالفًا للأحزاب السياسية التي كانت ستخوض الانتخابات البرلمانية المصرية لعام 2015. انسحب الحزب المصري الديمقراطي الاجتماعي من التحالف وترشح بشكل مستقل. ترك حزب التجمع تحالف الوفد وسيترشح على مقاعد فردية. أعلن حزب العدالة في 15 فبراير 2015 أنه لن يشارك في الانتخابات. انضم حزب الوفد الجديد وحزب المحافظين وحزب الإصلاح والتنمية إلى تحالف في حب مصر.

## الأطراف المنتسبة سابقًا
- حزب الوفد الجديد
- حزب الإصلاح والتنمية مصرنا
- حزب المحافظين
- حزب الوعي[1]
- حزب التحالف العربي
- الحزب العربي للعدل والمساواة[7]
- حزب الإصلاح والنهضة
- تيار الشراكة الوطنية[8]
- حزب العدل[9]